# Château de Mercœur (Saint-Privat-d'Allier)
Pour les articles homonymes, voir Château de Mercœur.
Le château de Mercœur est un château situé sur la commune de Saint-Privat-d'Allier, dans le département français de la Haute-Loire en région Auvergne-Rhône-Alpes.

## Localisation
Le château est situé sur la commune de Saint-Privat-d'Allier dans le département de la Haute-Loire, en région Auvergne-Rhône-Alpes.

## Historique
La structure globale de cette construction médiévale a connu des périodes de rénovation à la Renaissance et au XVIIIe siècle. Au XIIIe siècle, la famille Mercœur a choisi un emplacement élevé pour ériger une forteresse. Le donjon a été érigé de manière à offrir une vue sur les châteaux de Saint-Privat et de Saint-Didier-d'Allier. Pendant la guerre de Cent Ans, la forteresse a été incendiée, probablement par les Routiers. À partir de 1764, le nouveau propriétaire a lancé un nouveau projet de construction, mais les travaux ont été interrompus par la Révolution. Depuis 1914, le château est resté inhabité.

## Description
Le château est situé sur le flanc d'une montagne, ce qui semble le rendre vulnérable aux attaques venant du sommet. Cette disposition pourrait s'expliquer par le fait que le donjon avait à l'origine un rôle de relais optique plutôt que de défense, et par la précocité de son établissement. Le bâtiment principal, de forme rectangulaire, est accompagné du donjon circulaire et d'une tour de moindre taille. Il est accessible par le biais d'une troisième tour intérieure dotée d'un escalier en colimaçon. L'ensemble est entouré par une enceinte de forme quadrangulaire, qui a probablement été réutilisée pour la construction des fermes du hameau. Le bâtiment principal avait une aile en retour vers le nord-est, construite en deux phases, dont seuls subsistent quelques éléments tels qu'une cheminée et une voûte en berceau au rez-de-chaussée.

## Valorisation du patrimoine
Un itinéraire de 14,2 kilomètres, balisé en jaune, part de Saint-Privat-d'Allier et conduit aux anciens donjons ainsi qu'à la chapelle de Rochegude.

## Protection
Le château est inscrit partiellement au titre des monuments historiques par arrêté du 3 octobre 1979.